# 金雞納樹
金雞納樹屬（学名：Cinchona，又稱作雞納樹、金雞勒、奎寧樹、規那）為茜草科的一屬，約包含25種的物種，树皮和根皮是提取奎寧和奎尼丁的重要工業原料。為世界百大外來入侵種之一。

## 形态
一般为常绿小喬木，高度約3米。矩圓狀披針形或橢圓狀矩圓形的葉片以對生的方式生長，一般有7至12厘米的長度；植物長有乳白色或玫瑰色的筒狀小花，長1厘米，末端為裂片披針形，邊緣披白色長柔毛，花朵皆是聚傘花序腋生或頂生，常爲圓錐花的序式排列，有強烈的氣味；蒴果為橢圓形，長度大概為12毫米，有開裂的室間；種子形狀細小，有翅作為風媒之用。

西印度苦香樹——花朵部分
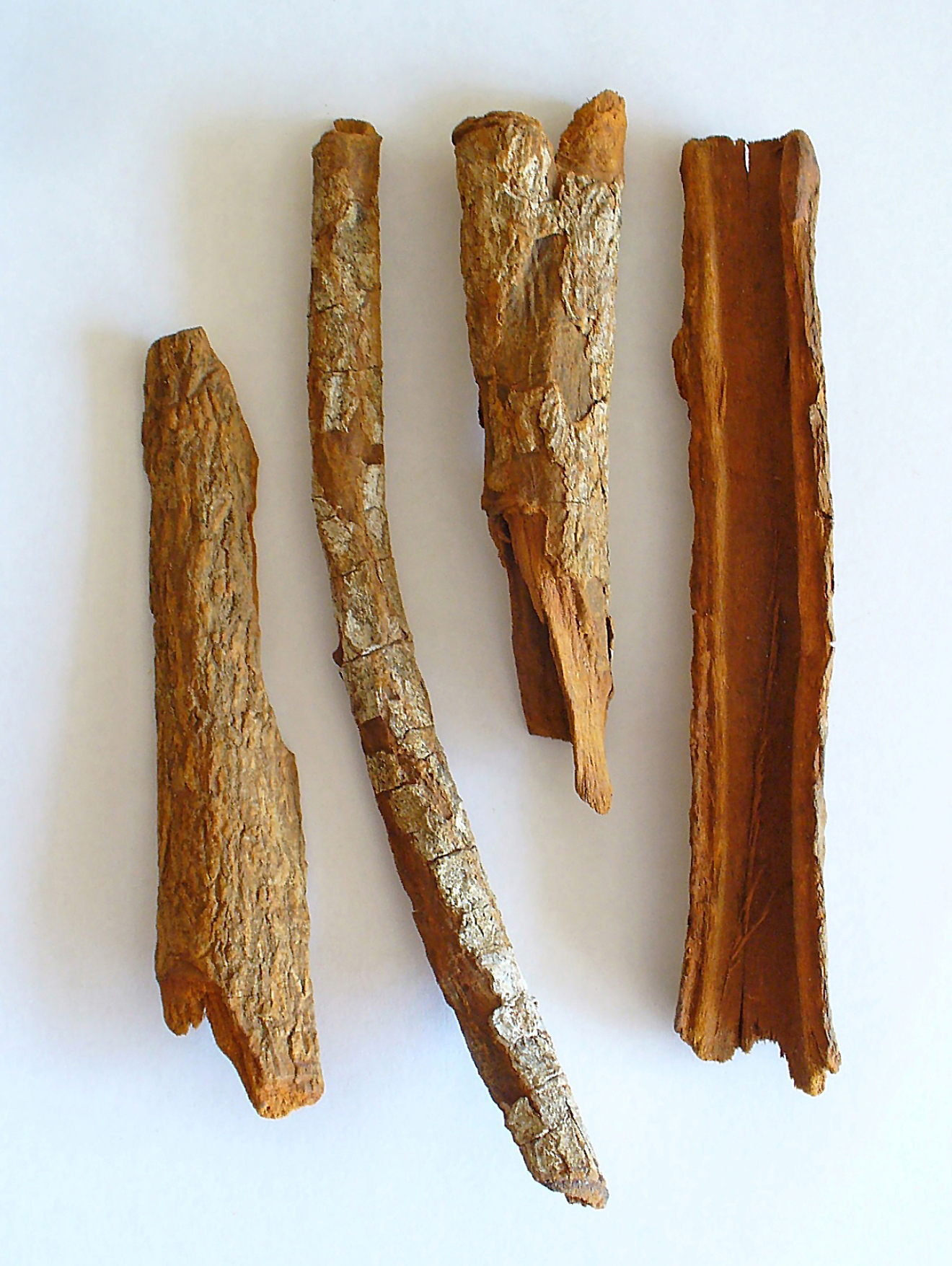
樹皮

## 分佈
原產於南美洲，最初在山脈東面海拔900至2700米的山谷以內所被發現。到了19世紀中期，金雞納樹被移植至東南亞一帶栽培，而印尼為最早引種的國家。1933年，在臺灣及中國廣東、雲南以也開始有引種。而臺灣大學農學院實驗林管理處旗下所管轄的鳳凰自然教育園區則栽種著日治時期日本人所開闢種植金雞納樹，面積共約三十餘公頃。同樣地，扇平亦被規劃為日本京都大學演習林，為金雞納樹試驗的重要據點，當時可由金雞納樹的樹皮提煉奎寧供治療瘧疾使用，後因奎寧可由化學合成，才漸漸停止金雞納樹的相關作業，而現在可在扇平地區發現大批金雞納樹林，並已可在扇平天然更新。

## 物種
| - L.Andersson (1998). - Wedd. (1848). - H.Karst. (1860). - Wedd. (1848). - Wedd. (1848). - L.Andersson (1994). - L.Andersson (1998). - Ruiz & Pav. (1802). - Ruiz & Pav. (1799). - L.Andersson (1998). - Mutis (1793). - Pav. ex Lindl. (1838). - Pav. ex DC. (1829). - Ruiz & Pav. (1799). - Lamb. (1821). - Ruiz & Pav. (1799). - L. (1753): Quinine Bark - Pav. in J.E.Howard (1859). - Wedd. (1849). - Vahl (1790) : Quinine Tree - L.Andersson (1998). - Pav. in J.E.Howard (1859). - Humb. & Bonpl. (1808). - Pav. ex Lindl. (1838). |

## 用途

奎寧，金雞納生物鹼主要成份

金雞納的樹皮和根皮皆蘊藏30多種生物鹼，其中以奎寧最多，其次為奎尼丁、辛可寧、辛可尼丁 、金雞納鞣酸、奎寧酸和金雞納紅等等化合物。而奎寧具有對抗瘧的藥效，可以提煉成為製劑能消滅各類還在裂殖體階段的瘧原蟲，令瘧疾停止發作，其中對間日瘧療效尤其有效。

## 外部連結
- 金雞納工程 - Ortiz （页面存档备份，存于）
- Maricela Argudo's Cin金雞納工程 （页面存档备份，存于）
- 金雞納樹皮
- 以皮治咬
- 金雞納生物鹼 （页面存档备份，存于）
- Puruvian Bark （页面存档备份，存于）
- 金雞納圖片